# Johann Peter Frank
Johann Peter Frank (Rodalben, 1745- Viena, 1821) fou un metge i higienista alemany, va ser un dels pioners de la salut pública i la medicina social. Va ser professor a les universitats de Pavia, Göttingen i finalment Viena, on també va ser director de l'Allegemeine Krankenhaus.
La seva major contribució, en la que va treballar durant dècades, va ser un tractat de policia sanitària en 9 volums, el System einer vollständigen medicinischen Polizey (un sistema complet de política mèdica). Hi examinava de forma exhaustiva els principals problemes de la higiene i la sanitat del seu temps (com ara el sanejament públic, el subministrament d'aigua, la higiene sexual, la salut d'infants i mares, o la prostitució) proposant formes d'abordar-los, bàsicament mitjançant la regulació. El primer volum es va publicar el 1779, i va seguir fins al 1827, després de la seva mort. La seva obra és fruit de la il·lustració. També va insistir en la necessitat de tenir arxius estadístics als hospitals i va dissenyar un sistema d'arxius clínics que va ser cabdal per al treball posterior de Semmelveiss (1818-65) que va mostrar com la manca d'higiene causava la sepsis puerperal, que es va inspirar en els seus escrits.